# Gennadi Karponossov
Gennadi Michailovitch Karponossov (em russo:  Геннадий Михайлович Карпоносовⓘ; Moscou, RSFS da Rússia, 21 de novembro de 1950) é um ex-patinador artístico e atualmente treinador russo, que competiu em provas na dança no gelo. Ele foi campeão olímpico na patinação artística em 1980 ao lado de Natalia Linichuk.

## Principais resultados

### Com Natalia Linichuk
| Resultados                                            | Resultados        | Resultados        | Resultados        | Resultados        | Resultados        | Resultados       | Resultados      | Resultados       | Resultados        | Resultados    | Resultados    | Resultados    |
| Internacional                                         | Internacional     | Internacional     | Internacional     | Internacional     | Internacional     | Internacional    | Internacional   | Internacional    | Internacional     | Internacional | Internacional | Internacional |
| Evento/Temporada                                      | 1972– 1973        | 1973– 1974        | 1974– 1975        | 1975– 1976        | 1976– 1977        | 1977– 1978       | 1978– 1979      | 1979– 1980       | 1980– 1981        |               |               |               |
| ----------------------------------------------------- | ----------------- | ----------------- | ----------------- | ----------------- | ----------------- | ---------------- | --------------- | ---------------- | ----------------- | ------------- | ------------- | ------------- |
| Jogos Olímpicos                                       |                   |                   |                   | 4.º               |                   |                  |                 | Medalha de ouro  |                   |               |               |               |
| Campeonato Mundial                                    |                   | Medalha de bronze | 4.º               | 5.º               | Medalha de bronze | Medalha de ouro  | Medalha de ouro | Medalha de prata |                   |               |               |               |
| Campeonato Europeu                                    |                   | Medalha de bronze | Medalha de bronze | Medalha de bronze | Medalha de bronze | Medalha de prata | Medalha de ouro | Medalha de ouro  | Medalha de bronze |               |               |               |
| Prize of Moscow News                                  | Medalha de bronze | Medalha de ouro   |                   | Medalha de prata  | Medalha de prata  |                  |                 | Medalha de ouro  | Medalha de ouro   |               |               |               |
| Skate Canada International                            |                   |                   |                   | Medalha de ouro   | Medalha de ouro   |                  |                 |                  |                   |               |               |               |
| Nacional                                              |                   |                   |                   |                   |                   |                  |                 |                  |                   |               |               |               |
| Campeonato Soviético                                  |                   |                   | Medalha de prata  | Medalha de ouro   | Medalha de prata  |                  | Medalha de ouro |                  | Medalha de ouro   |               |               |               |
|                                                       |                   |                   |                   |                   |                   |                  |                 |                  |                   |               |               |               |
| Legenda: Competição não foi disputada nesta temporada |                   |                   |                   |                   |                   |                  |                 |                  |                   |               |               |               |

### Com Elena Zharkova
| Resultados           | Resultados        | Resultados        | Resultados        | Resultados       | Resultados    | Resultados    | Resultados    | Resultados    | Resultados    | Resultados    | Resultados    | Resultados    |
| Internacional        | Internacional     | Internacional     | Internacional     | Internacional    | Internacional | Internacional | Internacional | Internacional | Internacional | Internacional | Internacional | Internacional |
| Evento/Temporada     | 1968– 1969        | 1969– 1970        | 1970– 1971        | 1971– 1972       |               |               |               |               |               |               |               |               |
| -------------------- | ----------------- | ----------------- | ----------------- | ---------------- | ------------- | ------------- | ------------- | ------------- | ------------- | ------------- | ------------- | ------------- |
| Campeonato Mundial   |                   | 8.º               | 8.º               | 8.º              |               |               |               |               |               |               |               |               |
| Campeonato Europeu   | 11.º              | 6.º               | 6.º               | 6.º              |               |               |               |               |               |               |               |               |
| Prize of Moscow News |                   | Medalha de prata  | Medalha de bronze |                  |               |               |               |               |               |               |               |               |
| Nacional             |                   |                   |                   |                  |               |               |               |               |               |               |               |               |
| Campeonato Soviético | Medalha de bronze | Medalha de bronze | Medalha de bronze | Medalha de prata |               |               |               |               |               |               |               |               |